# Psilocerea dysonaria
Psilocerea dysonaria là một loài bướm đêm trong họ Geometridae.